# Ombre dal passato (film 2008)
Ombre dal passato (Shutter) è un film del 2008 diretto da Masayuki Ochiai.
Si tratta del remake americano del film thailandese Shutter, del 2004.
La pellicola è uscita il 21 marzo 2008 negli Stati Uniti e l'8 agosto 2008 in Italia.

## Trama
Ben Shaw e la sua nuova moglie Jane lasciano New York per trasferirsi a Tokyo, dove Ben ha appena ottenuto un lavoro come fotografo. Mentre raggiungono la città, Jane investe una ragazza, che indossa una vestaglia, nonostante il freddo e la neve, e la macchina finisce contro un albero. Dopo aver ripreso conoscenza, scoprono che sulla strada non c'è alcun cadavere e nemmeno una traccia di sangue né sulla macchina né sull'asfalto.
Più tardi scoprono che sulle loro foto ci sono delle luci misteriose. Indagando, Jane scopre che si tratta di fotografia spiritica grazie all'aiuto dell'assistente di Ben Seiko Nakamura e al ragazzo di quest'ultima. Jane comincia ad avere sogni misteriosi e visioni, come se qualcuno cercasse di dirle qualcosa, e sente una presenza che li segue. Ben comincia a lamentarsi di un inspiegabile dolore alle spalle e i suoi amici gli dicono che è un po' gobbo. Perciò decide di andare in uno studio medico, ma i dottori non capiscono la causa del problema. Durante un viaggio in metropolitana, Jane rivede la ragazza che ha investito, pensando nuovamente di aver ucciso la ragazza. Anche Ben, nella camera oscura, ha incontri con una strana presenza. Decidono, perciò, di andare da un medium, Murase. Durante la seduta, però, Murase comincia a raccontare la verità sulla ragazza, ma Ben si rifiuta di tradurre per Jane e dà a Murase del truffatore.
Jane decide di visitare uno degli uffici che facevano da sfondo a un servizio di Ben e sale ai piani da cui proveniva la luce. Arrivata, comincia a fare delle foto agli uffici vuoti e incontra lo yūrei e scopre che il nome della ragazza era Megumi Tanaka ed era una delle assistenti di Ben. Incalzato dalle domande di Jane, Ben ammette di conoscere la ragazza e di aver avuto con lei una breve relazione, ma dopo la morte del padre lei era diventata ossessiva e Ben aveva deciso di lasciarla facendosi aiutare dai suoi due amici Adam e Bruno.
Bruno e Adam sono uccisi da Megumi. Dalle foto del loro matrimonio, Jane e Ben capiscono che è inutile lasciare Tokyo, perché Megumi li seguirebbe comunque. Decidono di andare a casa di Megumi, per trovare il cadavere della ragazza e scoprono che si è suicidata ingerendo cianuro di potassio molto tempo prima dell'incidente.
Quella notte, Ben viene torturato da Megumi, apparendo in diversi punti della stanza e togliendosi il vestito, rivelando la sua natura inumana. Ben tenta di scappare, ma Megumi gli infila di forza la sua lingua (molto più lunga del normale) dentro la bocca, rilasciando uno sciame di mosche che quasi lo soffocano. Jane si sveglia e grida a Megumi di lasciar stare lei e Ben. Megumi appare dietro di lei e la lancia contro la finestra. Dopodiché, Megumi scompare con una risata e lasciando Ben vivo.
Dopo il funerale di Megumi, Ben e Jane tornano a New York, per ricominciare di nuovo, pensando che sia tutto finito. Tuttavia, Jane trova delle foto recenti in cui compare ancora il fantasma di Megumi che si nasconde in un quadro appeso alla parete. Jane entra nello sgabuzzino dietro al quadro e trova una vecchia valigia di Ben, con dentro una macchina fotografica. Jane inserisce la scheda di memoria nel computer e vede molte foto fatte da Ben, che ritraggono Adam e Bruno mentre stuprano Megumi. Poco dopo, Ben torna a casa e tenta di spiegare le sue ragioni a Jane. Jane capisce che le apparizioni di Megumi erano per avvisarla del passato del marito e decide di lasciarlo.
Fuori di sé per ciò che è successo, Ben comincia a scattare delle fotografie dell'appartamento con una Polaroid, tentando di trovare il fantasma di Megumi. Non trovando nulla, lancia la fotocamera a terra e, casualmente, scatta una foto di sé. Quando guarda la foto, scopre che Megumi è seduta sulle sue spalle. Ben ricorda che all'ospedale la bilancia segnava 275 libbre (circa 125 kg) e capisce che il dolore alle spalle era causato dalla costante presenza di Megumi sulle sue spalle. Impaurito, tentando di liberarsi di lei, si dà una forte scarica elettrica sulle tempie che lo rende completamente catatonico. Viene mandato in un istituto mentale dove lo spettro di Megumi continua a tormentarlo.

## Colonna sonora
1. Welcome to Tokyo – 1:55
2. We Hit a Girl! – 2:58
3. TGK – 1:37
4. Making Love – 2:40
5. Alone in Tokyo – 0:59
6. The Spirit Room – 2:27
7. The Argument – 3:05
8. Fly in the Eye – 2:31
9. Visiting Murase – 2:27
10. Jane Visits TGK – 4:29
11. The Truth – 1:54
12. I Saw Megumi – 1:56
13. Driving to Megumi's – 3:18
14. Rest in Peace – 2:35
15. Flip Book – 3:21
16. The Whole Truth – 2:39
17. Psych Ward – 1:02
18. Goot to Me (Interpretata da Nathan Barr e Lesbeth Scott) – 3:23

Nel film sono incluse anche delle canzoni che non fanno parte della colonna sonora
- Falling - Krysten Berg
- Just the Tip - Becca Styles
- Come on Shake - Shake
- That Kinda Booty - Dem Naughty Boyz
- Sky Business - Matt Pelling & Paul Williard
- Nasty Funky Crazy - Becca Styles
- Fallout - Brydon Stace
- In a War- Michael Popieluch
- Underwater - A.M. Pacific
- Omo Cha No Cha Cha Cha - Akiyuki Nosaka, Osamu Yosioka e Nonuyoshi Koshibe
- Do Something - Shane Tsurugi for Rock Life
- Seventy-Seven - Dino Zisis
- Oh, Joey - Lucky 13

## Distribuzione

### Edizione DVD
Il DVD del film è stato pubblicato il 15 luglio 2008, contenente delle scene eliminate e un finale alternativo come materiale aggiuntivo.

## Accoglienza

### Critica
La critica ha dato un giudizio generalmente negativo alla pellicola. Il sito Rotten Tomatoes riporta che solo il 7% delle critiche (su un totale di 51 recensioni) giudica il film positivo, e Top Critics ha come recensione un valore di 10% su un totale di 10 recensioni. Metacritic da un punteggio di 37/100, basato su 12 recensioni.

### Pubblico
Nel primo weekend dopo l'uscita negli Stati Uniti e in Canada, il film ha incassato 10447559 $, piazzandosi 3º al boxoffice, dietro Ortone e il mondo dei Chi (al suo secondo weekend) e Meet the Browns. Fino al 26 giugno 2008 il film ha incassato in totale 47 879 410 $ in tutto il mondo, di cui 25 928 550 $ negli Stati Uniti e in Canada.